# Lariat
Lariat es una banda de Rock Progresivo que comienza a fines del 2017 como propuesta musical y gráfica basada en elementos sinfónicos y electrónicos.
Tras mucho trabajo en composiciones técnicas y contando con solo dos integrantes (bajo, voz y batería), Lariat finalmente forja su identidad definitiva durante el 2018, al integrar al proyecto un guitarrista, para alcanzar así, un estilo más fluido y expresivo como power-trío.

## Historia
Lariat se forma en Concepción en octubre de 2017 con tres miembros: Leonardo en el bajo y voz, Isabel en batería y un sintetizador. Tras no hallar el sonido esperado, este último abandonó el proyecto, quedando solos Leonardo e Isabel.
En septiembre de 2018 se une Erick Cerro en las guitarras, cambiando el sonido y añadiendo agresividad con riffs influenciados por Dir en Grey. También hubo dos tecladistas temporales, el primero era malabarista y no lograba compatibilizar las drogas con la música, y el segundo abandonó por falta de tiempo y carecer de la tristeza que Lariat requería.
En 2019 graban su primer EP, producido musicalmente de forma independiente.

## Miembros
- Leonardo Menares, bajo y voz.
- Erick Cerro, guitarra.
- Isabel Achurra, batería y segundas voces.

## Discografía
Sencillos
- Serpiente Inerte (2019)